# Bentley 4 Litre
Bentley 4 Litre — спортивный автомобиль, выпускавшийся британской компанией Bentley Motors в 1931 году. Последняя самостоятельная модель, разработанная на Bentley перед её поглощением компанией Rolls-Royce.

## Описание
Модель 4 Litre была «лебединой песней» компании из Криклвуда, прежде чем она была поглощена Rolls-Royce. Из-за депрессии продажи устаревшей модели  4½ Litre падали, а новый восьмилитровый автомобиль даже в виде шасси́ стоил очень дорого. Компании требовалась небольшая новая модель для конкуренции с успешным Rolls-Royce 20/25. И такой моделью стала 4 Litre с шестицилиндровым двигателем Ricardo с заявленной мощностью 120 л.с. Шасси было адаптировано от модели 8 Litre с двумя колёсными базами, обеими меньше, чем у исходной модели.
Получившийся достаточно тяжёлый автомобиль со слабым двигателем был медленным, что не соответствовало спортивному имиджу компании. Поэтому всего было изготовлено 50 штук таких моделей. Но отличное шасси, коробка передач и задний мост легко позволяли использовать 6,5-литровый или даже 8-литровый двигатель, что и было сделано впоследствии на большинстве из выпущенных автомобилей.
Большая часть изготовленных моделей были закрытыми двухдверными купе, но выпускались и кабриолеты. Передний и задний мосты автомобиля крепились к раме с помощью полуэллиптических рессор и были снабжены фрикционными амортизаторами. Барабанные тормоза с механическим приводом были установлены на все колёса.